# Heilsamer Brunnen Leobersdorf

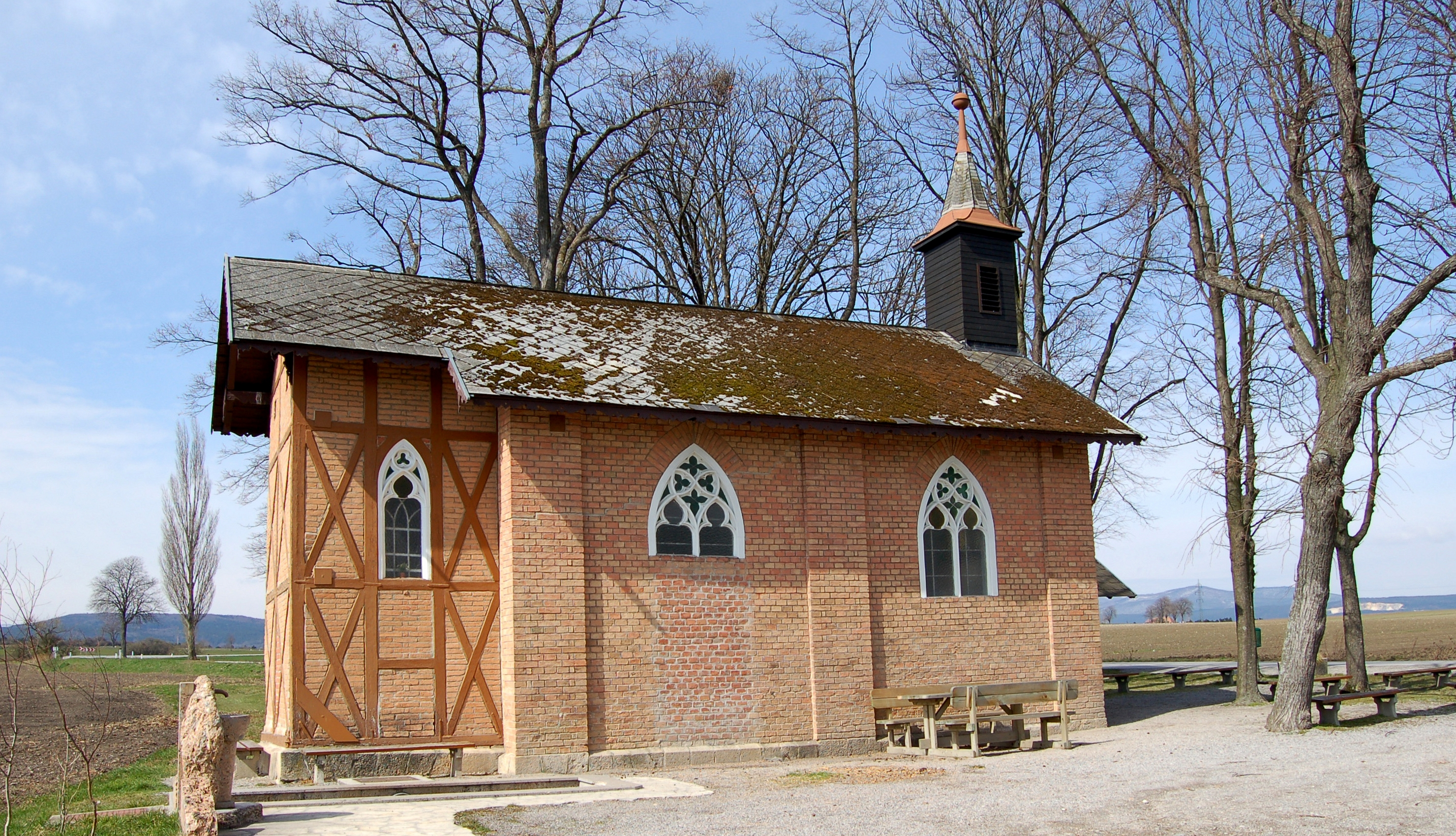
Marienkapelle und Brunnen (links vorne), Blick nach Nordwest

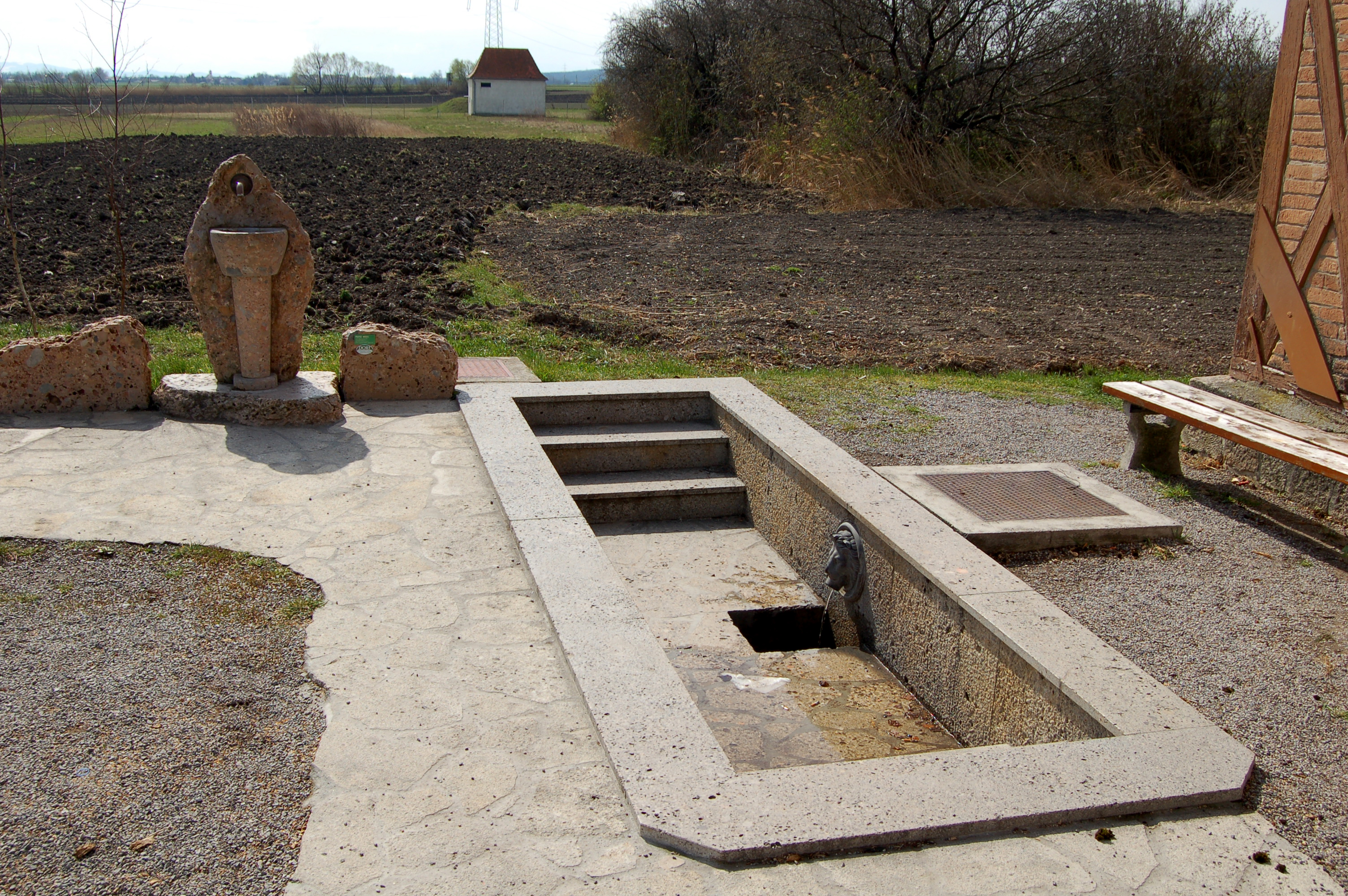
Alte (rechts) und neue Brunnenfassung

Der Heilsame Brunnen Leobersdorf befindet sich an der Landesstraße L 4040 nach Sollenau in der Marktgemeinde Leobersdorf im Bezirk Baden in Niederösterreich. Dem Wasser der heute versiegten Quelle wurden heilsame Kräfte nachgesagt, weshalb sie und die eigens daneben errichtete Marienkapelle heute noch Ziel von Pilgern aus den umliegenden Gemeinden sind. Als der Wasserfluss 1970 versiegte, wurde ein Anschluss vom nahen Pumpwerk des Wasserleitungsverbandes hergestellt. 

## Geschichte
Erstmals erwähnt wird die Quelle 1466 als der „Heylige Prunn“ im Enzesfelder Urbarium des Christoph von Spaur, auch weisen Siedlungsreste aus der Bronzezeit auf einen abgekommenen Ort namens Pölla hin, der sich in der Umgebung des Brunnens befand. Jedoch muss die Quelle verschüttet worden sein, denn ihre urkundlich belegte Entspringung nach einem Sturm, bei dem laut Zeugen die Erde gebebt haben soll, ist auf den 23. April 1626 datiert.
Die Quelle wurde zunächst wegen der ihr nachgesagten heilsamen Wirkung bekannt, selbst Todgeweihte sollen genesen sein. Vor allem Augenkranke suchten sie auf, eine blinde Frau hätte ihr Augenlicht wieder erhalten und der Sohn Peter von Brauns (1758–1819), Herrschaftsbesitzer zu Schönau an der Triesting, wäre von einem schweren Augenleiden geheilt worden.
Das Austreten der Quelle verhalf der Gemeinde Leobersdorf zur Erneuerung ihres Wochenmarktrechtes durch Kaiser Ferdinand II. Daraufhin wurde über der Quelle aus dem Erlös der Opfergaben eine hölzerne Kapelle mit Glocke errichtet, die 1683 während der Zweiten Wiener Türkenbelagerung zerstört wurde. Sie wurde wiederhergestellt, 1733 während eines Sturms niedergerissen und erneut erbaut. 1855 wurde die Holzkonstruktion durch eine gemauerte Kapelle ersetzt. Sie blieb allerdings ohne Messlizenz. Der Heilsame Brunnen wurde zum Ziel alljährlicher Bittprozessionen am Florianitag (4. Mai). Am Sonntag, dem 30. Mai 1926, feierten etwa 1000 Gläubige sein 300-jähriges Bestehen, nachdem die Kirche von der Gemeinde Leobersdorf aus Anlass des Jubiläums renoviert worden war.
Gegen Ende des Zweiten Weltkrieges wurde die Marienkapelle von russischen Soldaten vollkommen zerstört, doch am 13. Mai 1945 pilgerten 300 Gläubige zum notdürftig instand gesetzten Heiligtum. Im selben Sommer fand die feierliche Neuweihe statt. Nach einer Generalsanierung 1990 wurde die Kapelle am 22. April wieder eingeweiht.

## Wasserqualität
Zwischen 1959 und 1966 wurde das Wasser des Heilsamen Brunnens von Chefchemiker Ingenieur Rudolf Hock aus Sollenau zu verschiedenen Jahreszeiten untersucht. Die Analysen ergaben, dass die Zusammensetzung dem Vöslauer Mineralwasser gleicht. Der Gehalt des schwach säuerlichen Wassers ist weitgehend konstant, Bodensedimente sind nicht nachweisbar. Die Temperatur bei Austritt beträgt zwischen 11,3 und 15,2 Grad Celsius. Mit 16,00 Grad deutscher Härte ist das Wasser recht hart; es ist mit Chlorid-, Sulfat- und Hydrogenkarbonat-Ionen angereichert.